# Vol Delta Air Lines 89
Le vol Delta Air Lines 89 était un vol régulier entre Los Angeles et Shanghai-Pudong. Le 14 janvier 2020, le Boeing 777 qui effectue le vol a des problèmes de moteur peu après le décollage ; et alors qu'il retourne à l'aéroport d'origine pour un atterrissage d'urgence, l'équipage a délesté du carburant sur des zones peuplées adjacentes à la ville de Los Angeles, provoquant une irritation de la peau et des poumons chez au moins 56 personnes au sol et déclenchant une enquête de l'administration fédérale de l'aviation (FAA). L'avion s'est posé en toute sécurité sans que les passagers ou l'équipage ne soient blessés.

## Contexte

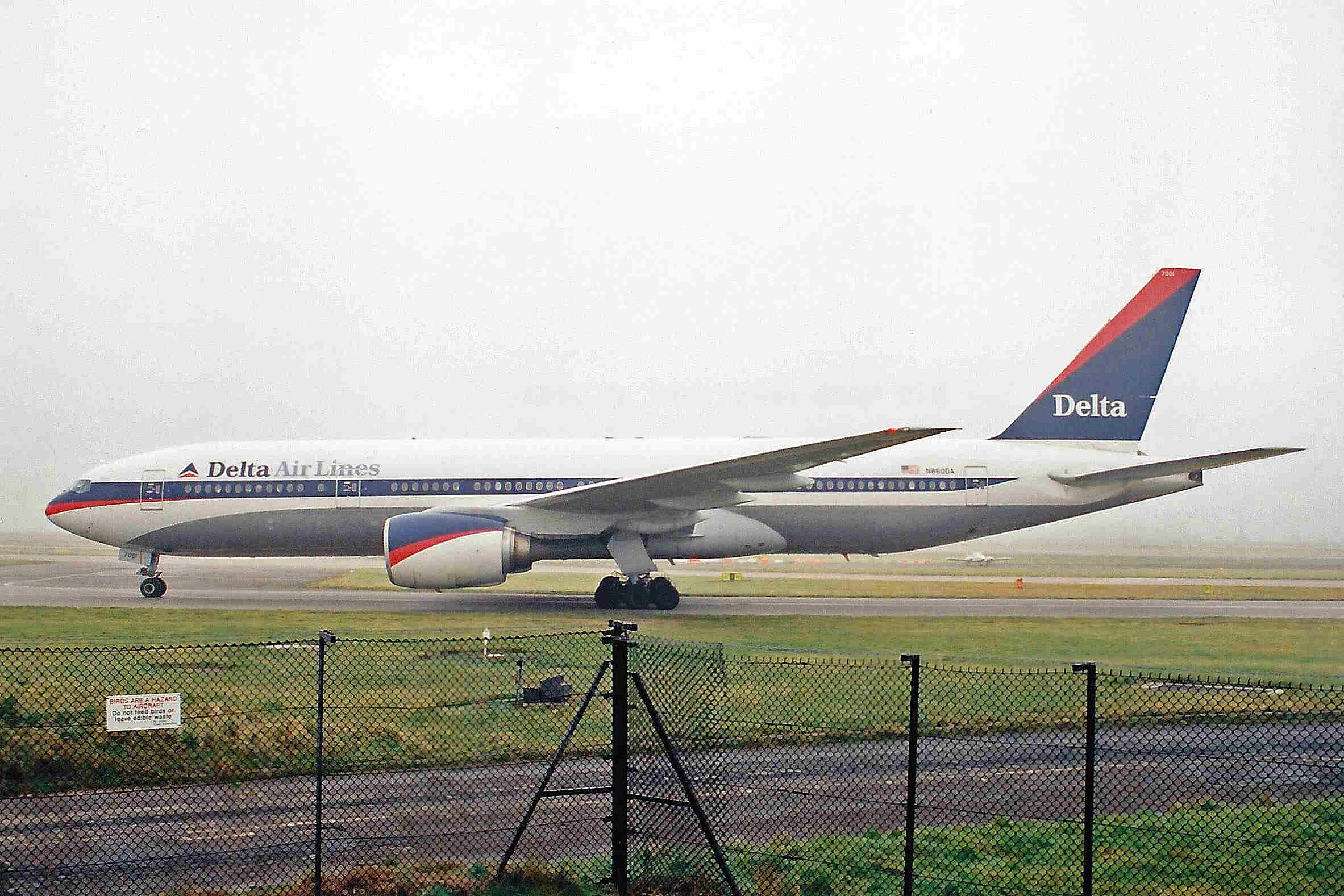
Photo du flan du N860DA, avion impliqué dans l'incident.

Le vol 89 était un vol régulier de Delta Air Lines entre LAX et l'aéroport international de Shanghai-Pudong. Le 14 janvier 2020, l'avion à réaction gros-porteur Boeing 777-232ER opérant sous le numéro de vol 89 a décollé de LAX à 11h32,,. À bord de l'avion se trouvent 149 passagers et 16 membres d'équipage.
Pour atteindre Shanghai, l'avion transporte suffisamment de carburant pour dépasser sa masse maximale certifiée à l'atterrissage, augmentant sa distance d'atterrissage et risquant des dommages structurels si le carburant n'est pas largué. Cependant, selon Les Abend, pilote de 777 à la retraite et analyste de l'aviation de CNN, de nombreuses pistes des principaux aéroports peuvent accueillir en toute sécurité un atterrissage d'un 777 en surcharge dans des conditions sèches.

## L'incident
Quelques minutes après avoir quitté LAX et amorcé une montée au-dessus de l'océan Pacifique, les pilotes ont signalé un décrochage de compresseur du moteur droit Rolls-Royce Trent 800 de l'appareil. Les contrôleurs aériens ont demandé aux pilotes du vol 89 s'ils voulaient rester au-dessus de l'océan pour larguer du carburant, mais les pilotes ont refusé, disant « nous l'avons sous contrôle … nous ne sommes pas critiques ». Les contrôleurs ont de nouveau demandé : « OK, vous n'avez donc pas besoin de retenir ou de vider du carburant ou quelque chose du genre ? », ce à quoi les pilotes ont répondu : « Négatif ». Les pilotes ont demandé la piste 25R, la plus longue piste de l'aéroport. Le vol 89 a fait demi-tour vers la terre et s'est dirigé vers LAX pour effectuer un atterrissage d'urgence.
Alors qu'il survolait la terre ferme et approchait de LAX pour un atterrissage d'urgence, l'avion a largué du carburant au-dessus de la région du comté de Los Angeles, dont cinq écoles primaires et un lycée,. La zone la plus touchée était l'école primaire Park Avenue à Cudahy, en Californie, où plusieurs élèves ont été aspergés de kérosène. Les élèves des écoles élémentaires de South Gate ont également été touchés. Des enfants en cours d'éducation physique pensaient qu'il pleuvait avant de voir l'avion au-dessus d'eux. CBS News a rapporté que, sur la base de l'avis d'expert d'un ancien capitaine de Boeing 777, le vol 89 a probablement largué 56 000 à 76 000 litres (15 000 à 20 000 gallons) de carburant. Peu de temps après avoir terminé le largage de carburant, l'avion a atterri en toute sécurité.

## Conséquences
Les secours ont été appelés dans plusieurs écoles pour soigner les enfants et le personnel qui se trouvaient à l'extérieur au moment où le vol 89 a largué du carburant. Au moins 56 enfants et adultes ont été signalés comme ayant des irritations mineures de la peau et des poumons. Toutes les écoles touchées ont été fermées pour nettoyage, mais ont rouvert le lendemain.
L'histoire a reçu une large attention des médias, avec des enquêtes et des analyses détaillées d'organisations telles que CBS News, le New York Times, le Los Angeles Times, et a reçu une importante couverture médiatique internationale,,,,,. Les experts de l'aviation ont été intrigués par les actions de l'équipage. Un ancien commandant de United Airlines a qualifié le délestage de carburant au-dessus d'une zone peuplée de « chose assez scandaleuse » que « personne » ne ferait. L'expert en sécurité John Cox a déclaré qu'étant donné qu'« ils n'étaient pas dans une situation de menace immédiate et qu'ils ont commencé au-dessus de l'eau », les pilotes devront expliquer « pourquoi ils ont continué à larguer du carburant à basse altitude alors qu'ils n'étaient pas dans une zone de largage de carburant, et n'ont pas informé le contrôle aérien qu'ils larguaient du carburant ». Les Abend note que les pilotes ont dit à deux reprises aux contrôleurs qu'ils devaient retarder l'atterrissage sans en expliquer les raisons, suggérant qu'ils avaient besoin de plus de temps pour remplir les listes de vérification et vider le carburant, et qu'ils ne se sentaient pas obligés d'atterrir tout de suite. Cependant, essayant de comprendre pourquoi les pilotes n'ont pas utilisé le temps supplémentaire pour expliquer leurs intentions, ni pour demander des vecteurs vers une zone de déversement au-dessus de l'océan, Abend a déclaré « Honnêtement, je n'ai pas la réponse ».
À la suite de l'incident du vol 89, le maire de Burien, dans le Washington, une ville adjacente à l'aéroport international de Seattle-Tacoma, a demandé au port de Seattle d'élaborer un plan d'intervention d'urgence pour des situations similaires.
L'avion a été remis en service chez Delta dix jours plus tard, le 24 janvier. Il a ensuite été retiré du service le 4 octobre et est actuellement entreposé à l'aéroport logistique de Sud Californie à Victorville, en Californie, depuis que Delta a retiré ses 18 Boeing 777 au profit des Airbus A350-900, en raison des dommages économiques causés par la pandémie de Covid-19.

## Enquête
Le 15 janvier 2020, la FAA a annoncé qu'elle enquêtait sur l'incident du vol 89. Dans un communiqué, la FAA a rappelé qu'« il existe des procédures spéciales de largage de carburant pour les aéronefs opérant à destination et en provenance de tout grand aéroport américain », et que « des procédures exigent que le carburant soit largué sur des zones désignées non peuplées, généralement à des altitudes plus élevées afin que le carburant s'atomise et se disperse avant d'atteindre le sol ».